# Ferrari Daytona SP3
La Ferrari Daytona SP3 è un'autovettura sportiva prodotta dalla casa automobilistica italiana Ferrari dal 2021 al 2024.
La Daytona SP3 è il terzo modello della cosiddetta famiglia di vetture in edizione limitata chiamata Icona — comprendente anche le Ferrari Monza SP —, costituita da modelli che richiamano nel nome e nel design le vetture storiche della Ferrari. La Daytona SP3 è stata presentata il 20 novembre 2021, con la produzione prevista in soli 599 esemplari.

## Descrizione
Dopo che erano stati avvistati alcuni muletti nei pressi di Maranello gia a ottobre, la versione definitiva ha esordito il 20 novembre 2021 sul circuito del Mugello durante l'evento Ferrari Finali Mondiali 2021.
La vettura adotta una carrozzeria del tipo berlinetta, ma con tetto targa e hard-top asportabile. Il design esterno della Ferrari Daytona SP3 si ispira alle vetture sport prototipi da competizione di fine anni '60 come le 330 P3/4 e 330 P4. Elemento caratteristico sono gli specchietti retrovisori che sono posti direttamente sopra i parafanghi anteriori.
La plancia, minimalista, è dotata di una strumentazione digitale con display da 16 pollici con comandi a sfioramento posti sul volante. I sedili sono fissati direttamente al telaio.

## Caratteristiche tecniche
La Daytona SP3 riprende il telaio monoscocca in fibra di carbonio della precedente LaFerrari, con la carrozzeria che viene realizzata attraverso materiali compositi. Alcune aree e zone del telaio per assorbire gli impatti e gli urti, sono realizzate in kevlar.
A spingere la vettura c'è un motore a benzina aspirato con architettura V12 di 65° da 6,5 litri siglato F140HB derivato direttamente da quello montato sulla 812 Competizione, ma montato in posizione centrale-posteriore. Eroga una potenza massima di 840 CV, con il limitatore fissato a quota 9500 giri/min. La Daytona SP3 ha un peso a vuoto di 1485 kg, con rapporto peso-potenza di 1,77 kg/CV. Lo scatto nello 0-100 km/h viene coperto in 2,85 secondi, mentre lo 0-200 km/h in 7,4 secondi; la velocità massima si attesta sui 340 km/h.
Gli pneumatici forniti dalla Pirelli sono specifici per questo modello.